# Springdance
Springdance was een festival voor moderne dans dat tot 2013 ieder voorjaar in de theaters van de Nederlandse stad Utrecht werd georganiseerd.

## Geschiedenis
De eerste voorloper van Springdance - in 1983 door Jette Bakker, Annemieke Keurentjes, George Brugmans en Mark Jonkers opgericht om nieuwe internationale ontwikkelingen in de moderne dans bij het Nederlandse publiek te introduceren - werd in 1978 in Utrecht georganiseerd onder de naam Stap voor Stap. Op initiatief van Brugmans kreeg het nieuwe festival de naam Springdance - een ode aan Pina Bausch. 
Opgericht om moderne dans bij het Nederlandse publiek te introduceren werd door George Brugmans, tot 1993 de eerste directeur van het festival, de nadruk vooral gelegd op cross-overs met andere disciplines, zoals theater, muziek en film. Tijdens die eerste jaren werd, vaak voor het eerst in Nederland, werk gepresenteerd van Anne Teresa De Keersmaeker, Jan Fabre, Truus Bronkhorst, Mickery, DV8 Physical Theatre, Jean-Claude Gallotta, Karole Armitage, La La La Human Steps, Wim Vandekeybus, Sosta Palmizi, L’Esquise, Saburo Teshigawara en vele andere makers uit Frankrijk, Amerika, Japan, Nederland, Hongarije en Italië. Het onderzoek naar de relatie tussen dans en andere kunstvormen werd niet altijd gewaardeerd binnen de landsgrenzen, maar in het buitenland was de interesse groot. 

Springdance vergrootte haar internationale aanwezigheid door internationale coproducties tot stand te brengen en samenwerkingen aan te gaan met buitenlandse organisaties. Zo werd een hechte band opgebouwd met het Brusselse dansgezelschap Rosas van De Keersmaeker - niet alleen waren alle voorstellingen in Utrecht te zien, ook coproduceerde Springdance Verkommenes Ufer / Medeamaterial / Landschaft mit Argonauten, dat op 4 april 1987 in wereldpremière ging in Utrecht. Brugmans was actief in de in die jaren opgerichte European Theater Meeting, de ETM en adviseerde in 1989-90 de Europese Commissie.

Op initiatief van Brugmans kwam er in samenwerking met Roberto Cimetta, een van de gangmakers van het Italiaanse festival Inteatro Polverigi, een samenwerkingsproject tot stand van Springdance, Inteatro en de Fundação Calouste Gulbenkian, het festival Encontros Acarte. Van 1987 tot en met 1990 werd in Lissabon het werk van Pina Bausch, Tadeusz Kantor, Fabre, De Keersmaeker, Vandekeybus, Giorgio Barberio Corsetti, Harry de Wit, Needcompany en vele andere Europese choreografen en theatermakers bij het Portugees publiek geïntroduceerd.
Dit beleid werd vanaf 1994 door de nieuwe algemeen directeur Kees Eijrond, samen met Matti Austen (die verantwoordelijk was voor de programmering en organisatie van het festival) gecontinueerd. In 1995 voegden zij het dansfilmprogramma Springdance Cinema aan de programmering toe. 
Vanaf 1997 vond het festival tweejaarlijks plaats. Onder leiding van de Belg Guy Gypens, die in 1996 het stokje had overgenomen, werd een andere koers ingezet. Er werden meer gevestigde namen geprogrammeerd en de programmering werd toegankelijker, meer gericht op een groter publiek. In 2000 werd de Brit Simon Dove directeur, die zich in zijn programmering meer op de makers richtte. In 2008 trad de Duitse Bettina Masuch aan.

## Fusie
In 2013 fuseerde Springdance met Festival a/d Werf en ontstond het SPRING Performing Arts Festival.. Tegendraads bleef het. 